# Гофштейн, Александр Ильич
Алекса́ндр Ильи́ч Гофште́йн (28 февраля 1943, Муром, Владимирская область — 13 сентября 2024, посёлок Орловский, Ростовская область) — российский инженер, заслуженный спасатель Российской Федерации, спасатель международного класса, взрывник, промышленный альпинист, кандидат в мастера спорта СССР по альпинизму (1975),  совершил около 60 восхождений в период с 1968 по 2005 годы; инструктор, спелеолог.
Александр Гофштейн был участником десятков спасательных операций в России и за рубежом, являлся признанным экспертом в своей области, давал множество комментариев СМИ по своей специализации, обучал журналистов основам безопасности при выполнении редакционных заданий в зонах вооружённых конфликтов, книги Александра Гофштейна входят в программу подготовки пожарных к ведению поисково-спасательных работ.

## Биография
Александр Гофштейн родился 28 февраля 1943 года в городе Муроме, Владимирской области. Среднюю школу окончил в 1960 году в городе Львове, Украина. В 1962—1965 годах служил в рядах Советской армии. С 1965 по 1968 годы учился в Белорусском технологическом институте, совмещая учёбу с трудовой деятельностью. В 1968 году перевёлся на заочный факультет Воронежского технологического института и стал работать на Черкесском заводе резиновых технических изделий.  
«Я недавно поднимал документы и выяснил, что официальным спасателем я стал с 1970 года, в 1972 я уже был начальником республиканского спасательного отряда в Карачаево-Черкессии. Уже гораздо позже, когда появились сначала ГКЧС, потом МЧС, моё хобби — альпинизм и спелеология, превратилось в основную работу. К этому я шёл двадцать лет, и понимаю, что, наверное, в этой области я должен был бы работать с самого начала.»

Александр Гофштейн, из интервью Яне Коробовой для портала МЧС Медиа от 13 июля 2015 года
В 1972 году, по окончании  института по специальности «технология резины», получил диплом инженера-химика-технолога и продолжил работу в должности начальника отдела на этом же заводе. В 1976 году переведён на работу на Черкесское химическое производственное объединение, где проработал до 1981 года. После преподавал в техническом училище[каком?] до 1988 года.
В 1988 году участвовал в работах по устранению последствий Спитакского землетрясения.
С 1995 по 1999 годы работал в Карачаево-Черкесской республиканской поисково-спасательной службе МЧС РФ.
В 1996 году участвовал в спасательных работах на месте взрыва дома в Каспийске.
Один из основных разработчиков и идеологов системы подготовки и проведения соревнований профессиональных спасателей. Был начальником дистанций и Главным судьёй Всероссийских чемпионатов спасателей.
В 1988 году председатель Федерации туризма Карачаево-Черкесской республики.
В 1999 году был переведён в 40-й Российский центр подготовки спасателей МЧС РФ на должность заместителя начальника. В нём он проработал до 2008 года.
13 сентября 2024 года Александр Гофштейн вместе со своей женой Светланой Антоновной Краевской погиб в автомобильной катастрофе.

## Научная деятельность
Под руководством А. И. Гофштейна группа спелеологов в 1972 году открыла в Карачаево-Черкессии пещеру, получившую впоследствии название Майская. А затем в 1972—1974 годах А. И. Гофштейн с группой исследовал обнаруженную пещеру до глубины 90 м
.
Справочник А. И. Гофштейна (в соавторстве) «Промальп в ответах на вопросы» входит в список учебной литературы программы подготовки спасателей в УСЦ СК РПСО МЧС России и в список рекомендуемой литературы в программу курса повышения квалификации руководителей. А его «Спутник спасателя» предлагается в качестве дополнительной литературы в программе профессионального обучения пожарных.